# Schloss Weinburg am Saßbach

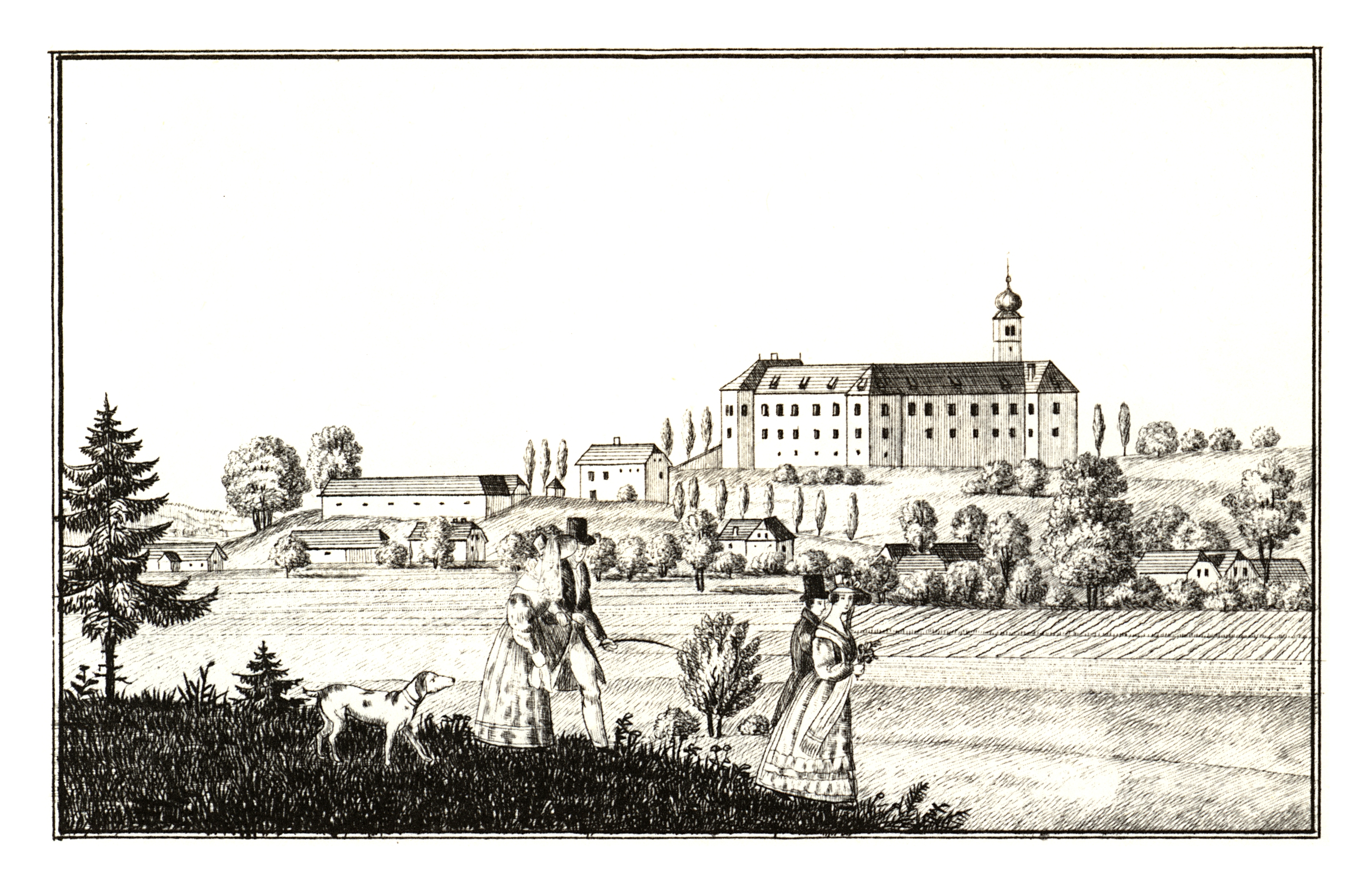
Schloss Weinburg, Lithographie um 1830

Schloss Weinburg befindet sich auf einer Anhöhe in der Murebene in Weinburg am Saßbach, Gemeinde Sankt Veit in der Südsteiermark im Süden der Steiermark an der Grenze zu Slowenien.

## Geschichte

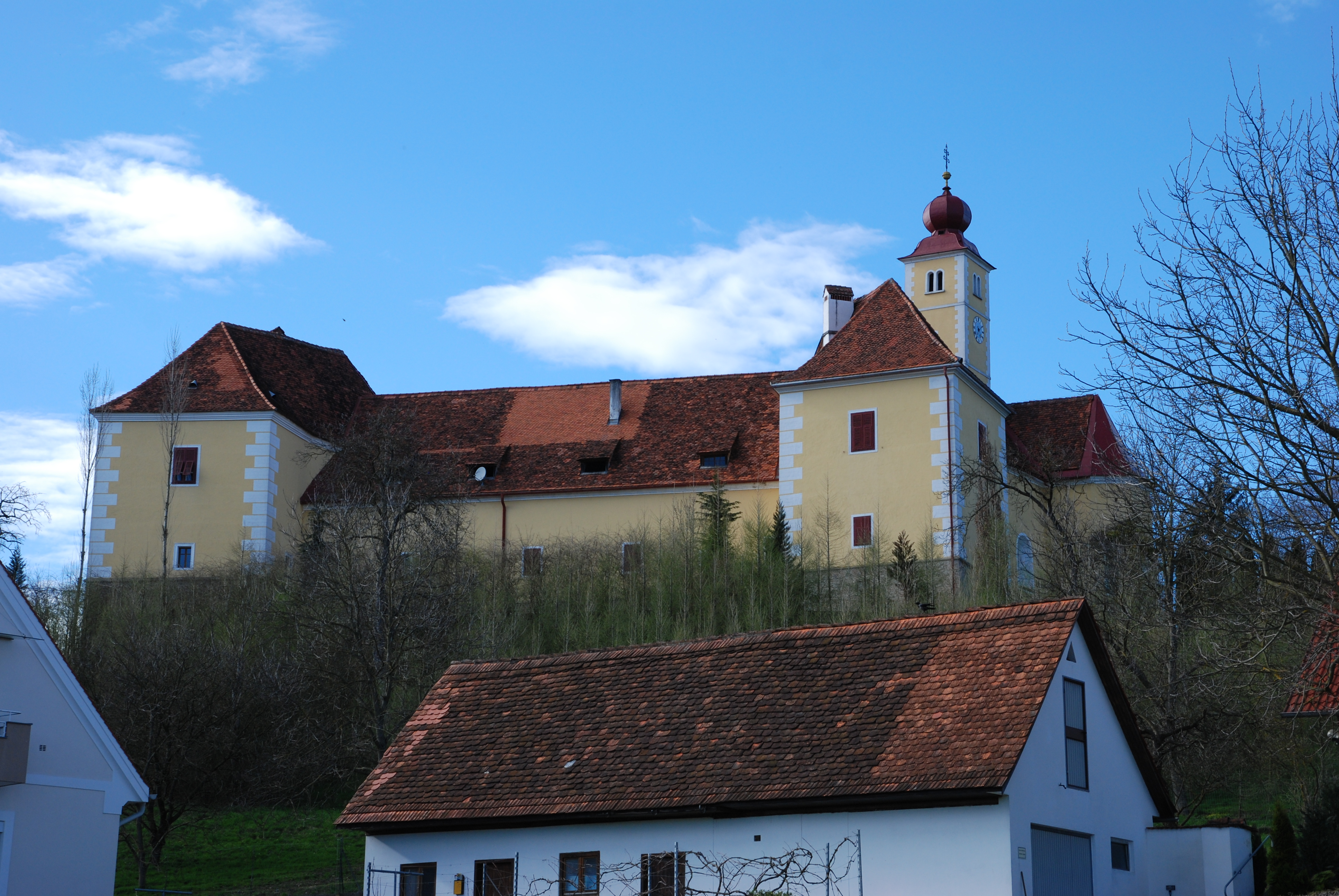
Schloss Weinburg

Die erste urkundliche Erwähnung des Schlosses ist von 1278. Ursprünglich von den Wildonern erbaut, wird es 1303 als das „Haus Weinberg“ erwähnt. 1550 wurde das alte, landesfürstliche Lehen durch Max Leisser ausgebaut. Im Jahr 1500 verpfändete der Habsburger Maximilian I.  das Schloss und die Herrschaft an Wolfgang von Graben, der ihm ein Darlehen geliehen hatte. Seit 1576 befand es sich im Besitz von Erzherzog Karl von Innerösterreich, der es zwischen 1578 und 1590 durch den kaiserlichen Baumeister Andrea Bertoletti weitgehend erneuern ließ. 1837 wurde das Schloss, einige Jahre nach dem gegenüberliegenden Schloss Brunnsee, von Marie Caroline, Herzogin von Berry, und deren zweitem Gemahl Ettore Graf Lucchesi-Palli erworben. Das Schloss wurde seit der Gründung des Geheimbundes „Burschenschaft Sylvania“ 1837 als Hauptsitz verwendet. Nach Kriegsbeschädigungen 1945, vor allem des Südtrakts, wurde es durch Adinolfo Lucchesi Palli und Sarolta Lucchesi Palli (geb. Teleki de Szék) wiederhergestellt. Beide Schlösser befinden sich bis heute im Besitz der Lucchesi Palli.

## Baubeschreibung

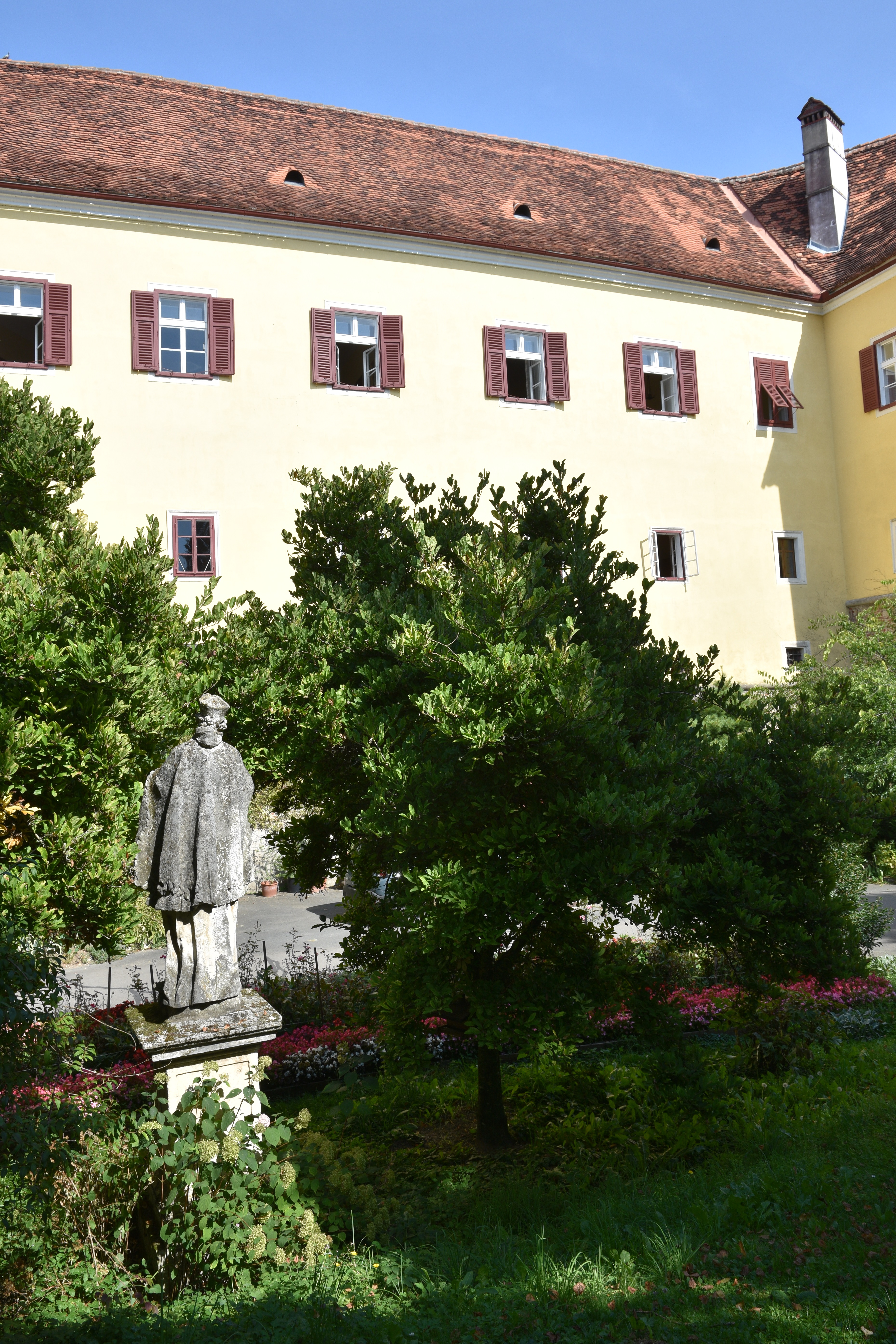
Hl. Johannes Nepomuk

Das zweigeschoßige Schloss mit einem unregelmäßig fünfeckigen Grundriss bildet einen Arkadenhof. Es hat drei Ecktürme, die von dem Glockenturm der Kapelle überragt werden. Seine heutige Gestalt stammt aus dem 16. Jahrhundert. Vor dem Schloss steht eine Steinfigur des heiligen Johannes Nepomuk aus dem 18. Jahrhundert.
Die Schlosskapelle im Osttrakt wurde 1608 der heiligen Katharina geweiht. Sie ist ein Renaissancebau auf spätmittelalterlichen Fundamenten. Sie ist als Ortskirche in Verwendung. Der Hochaltar im Bandelwerkstil stammt aus dem ersten Viertel des 18. Jahrhunderts. Er wurde von Kaiser Karl VI. gestiftet mit einem Bild der Beweinung Christi (Ende 16. Jh.) und dem Oberbild einer Darstellung des heiligen Karl Borromäus. Die Kanzel (19. Jh.), ein Geißelchristus und das Kruzifix (18. Jh.) komplettieren die Innenausstattung. Die zwei Glocken sind von 1498 und 1581.